# Ділвін
Ділвін (англ. Dilwyn) — населений пункт (село) у графстві Герефордшир (Англія), що розташоване приблизно за 18 км (11 миль) від міста Герефорд і за 9 км (6 миль) від найближчого до нього міста Леомінстер. Ділвін розташований на північному краю широкої долини, яка тягнеться від річки Вай до Леомінстера. Через долину на південь від села протікає струмок Стретфорд-Брук, а на півночі — річки Ерроу та Лагг.
Цивільна парафія Ділвін включає села Соллерс-Ділвін, Літтл-Ділвін, Гавен, Хілл-Топ, Херст, Хедленд, Біртон, Бідні, Хенвуд, Стокмур і Стокінгфілд серед інших. Є понад 200 помешкань, розташованих на 6400 акрах (26 км2) парафії. Населення на 2001 рік становило 758 осіб.
Ділвін знаходиться в популярному туристичному районі північно-західного Герефордшира на чорно-білій сільській стежці. Село, околиці та ринкові містечка Леомістер і Кінгтон добре відомі своїми чорно-білими будівлями з дерев'яним каркасом. У самому Ділвіні є багато чорних і білих фахверкових будинків, як у центральній частині села, так і на багатьох хуторах у межах цієї сільської парафії.